# Partia Pracujących Turcji (1961)
Partia Pracujących Turcji (tur. Türkiye İşçi Partisi, TİP) – turecka partia polityczna działająca w latach 1961-1987. Była pierwszą partią socjalistyczną w Turcji, która uzyskała reprezentację w parlamencie krajowym. Została dwukrotnie zakazana (po wojskowych zamachach stanu w 1971 i 1980). Ostatecznie połączyła się z Komunistyczną Partią Turcji (TKP) w 1987.

## Historia
TİP została założona w 1961 przez grupę 12 związkowców, którzy byli członkami Stambulskiego Związku Związków Zawodowych. Wśród założycieli znaleźli się: górnik Kemal Türkler, pracownik tekstylny Avni Erakalın, pracownik tekstylny Şaban Yıldız, pracownik prasowy İbrahim Güzelce, pracownik przemysłu czekoladowego Ahmet Muşlu, pracownik wulkanizacyjny Rıza Kuas, kelner Kemal Nebioğlu, pracownik tytoniowy Hüseyin Uslubaş, pracownik przemysłu farmaceutycznego Saffet Göksüzoğlu, pracownik prasowy Salih Özkarabay, pracownik transportu İbrahim Denizcier i członek Komitetu Wykonawczego Stambulskiego Związku Związków Zawodowych Adnan Arkın.
Na pierwszej konferencji prasowej przedstawiciele partii oświadczyli, że Turecka Partia Robotnicza została „utworzona w celu ochrony praw uciskanej klasy robotniczej w Turcji” i stwierdzili: „Członkowie TİP będą współpracować z intelektualistami w celu ustanowienia rozwiązań społecznych, bezpieczeństwa oraz w pełni uznają i promują prawo do strajku”.
Po mianowaniu w 1962 Mehmeta Ali Aybara na przewodniczącego TİP, w oświadczeniu Zgromadzenia Założycieli z dnia 8 lutego 1962 stwierdzono, że przyszłością Turcji jest: „Aby podążać drogą nowoczesnej cywilizacji jako republika demokratyczna, w pełni niezależna, przeciwna imperializmowi i wyzyskowi, w służbie pokoju ludzkości i na świecie. Pod każdym względem niepodzielna, populistyczna, propracownicza, rewolucyjna, świecka, oparta na prawach człowieka, sprawiedliwości społecznej i bezpieczeństwie”. Niedługo potem do partii przyłączyli się znani intelektualiści, m.in. Çetin Altan, Aziz Nesin i Yaşar Kemal.
W 1967 kilku członków partii przyczyniło się do powstania Konfederacji Rewolucyjnych Związków Zawodowych Turcji (DİSK). Byli to: Kemal Türkler, Riz Kuas, İbrahim Güzelce i Kemal Nebioğlu reprezentujący odpowiednio związki Türkiye Maden-İş, Lastik-İş, Basin-İş, Türkiye Gıda-İş i Türk Maden-İş.
Kiedy TİP nie zdołała zwiększyć liczby głosów w wyborach powszechnych w 1969, Aybar zrezygnował z przywództwa partii w listopadzie 1969. Zastąpiła go Behice Boran, która sprzeciwiała się antysowieckiej postawie Aybara, została wybrana na pierwszą kobietę na stanowisku lidera partii tureckiej.
Po wojskowym zamachu stanu w 1971 partia skrytykowała rząd i poparła strajki przeciwko puczowi. Rząd oskarżył następnie TİP o wspieranie separacji jedności Turcji i postrzeganie Kurdów jako odrębnej grupy etnicznej. Pozew został wszczęty 26 lipca 1971, a partia została zdelegalizowana w 1972. Boran i inni starsi przywódcy TİP zostali aresztowani i skazani na kary od 12 do 15 lat więzienia, delegaci na 8 lat. Zostali zwolnieni po amnestii w 1974 i wznowili działalność TİP w następnym roku.
TİP została ponownie zakazana po wojskowym zamachu stanu w 1980. Tym razem Boran wyemigrowała do Europy, a partia kontynuowała działalność w ukryciu. W 1987 połączyła się z Komunistyczną Partią Turcji (TKP) i utworzyła Zjednoczoną Komunistyczną Partię Turcji (TBKP), próbując uzyskać tym samym legalny status.